# Medellínkartel
Het Medellínkartel was een groots opgezet Colombiaans drugskartel, opgericht en geleid door Pablo Escobar. Dit kartel was vooral actief in het Antioquia in de jaren zeventig en tachtig van de twintigste eeuw en beheerste op zijn hoogtijdagen een groot deel van de wereldhandel in cocaïne. Andere personen die tot het kartel behoorden of eraan gelieerd waren zijn onder anderen José Gonzalo Rodríguez Gacha, Carlos Lehder en de broers Juan David, Jorge Luis en Fabio Ochoa. Het Medellínkartel is verantwoordelijk voor veel moorden in Colombia, waaronder moorden op politici, presidentskandidaten, rechters, journalisten en veel politieagenten. Daarnaast heeft het kartel verschillende ontvoeringen en terroristische aanslagen gepleegd. 
Na de dood van Pablo Escobar, op 2 december 1993 viel het kartel uiteen en verloor het veel aan invloed doordat veel van de leiders of gevangen zaten of werden vermoord.
Het kartel wordt tevens belicht in de door Netflix uitgezonden serie Narcos.
| Medellínkartel               |
| ---------------------------- |
| Pablo Escobar                |
| George Jung                  |
| Carlos Lehder                |
| José Gonzalo Rodríguez Gacha |
| Fabio Ochoa Vázquez          |
| Jorge Luis Ochoa Vázquez     |
| José Abello Silva            |
| Gilberto Molina              |
| Dandeny Muñoz Mosquera       |